# Edward Gourdin
Edward Gourdin (Jacksonville, 10 de agosto de 1897-Quincy, 22 de julio de 1966) fue un atleta estadounidense, especialista en la prueba de salto de longitud en la que llegó a ser subcampeón olímpico en 1924 y plusmarquista mundial durante casi un año, desde el 23 de julio de 1921 al 7 de julio de 1924.

## Carrera deportiva
En los JJ. OO. de París 1924 ganó la medalla de plata en el salto de longitud, llegando hasta los 7.275 metros, tras el también estadounidense William DeHart Hubbard (oro con 7.44 m) y por delante del noruego Sverre Hansen (bronce con 7.26 metros).